# Köllerberg
De Köllerberg is een heuvel in het noordelijk Heuvelland gelegen bij Oirsbeek (gemeente Beekdaelen) in de Nederlandse provincie Limburg. De 109,4 meter hoge heuvel is gelegen tussen de buurtschappen Gracht en Wolfhagen en vormt een deel van een heuvelrug die de overgang vormt tussen het plateau het Hoog Roth en het beekdal van de Kakkert.
De heuveltop steekt ongeveer 35 meter boven het dal uit en wordt omzoomd door hellingbos. Op de lage delen van de helling liggen weilanden. De top en het achterliggende plateau bestaan voornamelijk uit akkers. Grubben scheiden de Köllerberg van de westelijker gelegen Putherberg en de oostelijker gelegen Schatsberg.
Het hellingbos van de Köllerberg is een leefgebied van het vliegend hert. De Stichting IKL heeft hier in 2014 de aanleg verzorgd van vier broedstoven voor deze zeldzame keversoort.